# Leopoldo López
Pour les articles homonymes, voir López.
Leopoldo López Mendoza, né à Caracas le 29 avril 1971, est un homme politique vénézuélien, qui occupe actuellement le poste de responsable national du parti politique Volonté populaire.
López a cofondé le parti politique Primero Justicia avec Henrique Capriles et Julio Borges en 1992 et a brigué avec succès le poste de maire de la ville de Chacao pendant les élections régionales tenues en juillet 2000.
Il joue un rôle essentiel dans les protestations publiques contre le président Hugo Chávez en 2002. En 2008, López s'est vu interdit pour six années de tenir une fonction publique en raison de détournements financiers opérés par sa mère, de Petróleos de Venezuela SA, dont elle était alors vice-présidente des affaires commerciales, vers Primero Justicia, et ne peut en conséquence présenter sa candidature à la mairie de Caracas,. Cette décision est condamnée par la Cour interaméricaine des droits de l'homme à deux reprises en 2008 et en 2010,,,.
Il est l'une des personnalités les plus importantes mais également des plus controversées au sein de l'opposition. Décrit comme « arrogant, vindicatif et assoiffé de pouvoir » dans des câbles diplomatiques américains, il a été expulsé de plusieurs formations politiques avant de créer un parti autour de lui.
López, qui a appelé les citoyens à manifester pacifiquement jusqu'à la sortie du gouvernement en 2014, manifestations s'étant étalées sur plusieurs jours et s'étant soldées par 43 morts et des affrontements, a été rendu responsable par la justice des problèmes survenus pendant les manifestations et a été arrêté le 18 février pour incendie criminel, terrorisme et homicide. Plusieurs groupes internationaux défendant les droits de l'homme ont condamné son arrestation qui selon eux résulte de motifs politiques. 
Après un procès à huis clos pendant lequel presque tous les témoins de la défense ont été récusés par le juge, Lopez a été condamné à 13 ans et 6 mois de prison. Le juge est assassiné lors d'une nouvelle vague de protestations anti-gouvernementales en 2017. López est libéré de prison le 8 juillet 2017, et de nouveau arrêté à son domicile dans la nuit du 31 juillet au 1er août 2017 en même temps qu'un autre opposant, le maire de Caracas, Antonio Ledezma, puis remis en résidence surveillée le 6 août.

## Jeunesse et éducation
López est né à Caracas le 29 avril 1971, dans une des familles les plus riches du Venezuela, il considère appartenir aux « 1 % de privilégiés ». Son père, homme d’affaires, siège au comité de rédaction du quotidien El Nacional, tandis que sa mère compte parmi les dirigeants du conglomérat médiatique Cisneros et du pétrolier PDVSA. Il a deux sœurs, Diana et Adriana López.
López est « un politique au sang noble » d’après The Guardian, il vient « d'une des familles les plus puissantes du Venezuela ». La mère de López, Antonieta Mendoza, est la fille d'Eduardo Mendoza Goiticoa, qui fut ministre de l’Agriculture pendant deux ans sous la présidence de Rómulo Betancourt, de 1945 à 1948. Par sa mère, López est l’arrière-arrière-arrière-petit-fils du premier président du pays, Cristóbal de Mendoza. López est aussi l’arrière-arrière-petit-neveu de Simón Bolívar. La sœur de Bolívar, Juana Bolívar, est l’arrière-arrière-arrière-arrière-grand-mère de López, faisant de lui un des rares parents de Bolívar encore en vie. Son grand-oncle Rafael Ernesto López Ortega fut ministre de l'Éducation nationale pendant la présidence de Eleazar López Contreras. Son grand-père Leopoldo López Ortega et son grand-oncle Rafael Ernesto López Ortega étaient des docteurs tous les deux et les fondateurs du centre médical de San Bernardino à Caracas,. 
Il a étudié au Santiago Colegio de León de Caracas et est diplômé de la Hun School de Princeton. Il a poursuivi ses études à l'université Kenyon à Gambier, Ohio en 1993, où il a obtenu une licence de sociologie. Il a ensuite suivi l’enseignement de la Kennedy School de l'université Harvard, où il a obtenu un master en politique publique en 1996. En 2007, il a obtenu un doctorat honorifique de droit à Kenyon. En mai 2007 il épousa Lilian Tintori,, avec qui il eut une fille en 2009 puis un garçon en 2013. 
Une amie de lycée de López, la présentatrice de HLN Susan Hendricks, l'a décrit comme ayant une personnalité de gagnant pendant ses années d'étudiant. « Il plaisait aux femmes, mais il ne s’en rendait même pas compte, » dit-elle. « Il était très modeste ». Un ami d'université devenu consultant politique pour le parti républicain, Rob Gluck, a déclaré en 2014 que pendant la période où ils étaient étudiants, López avait fondé un groupe d'étudiants appelé « Active Students Helping the Earth Survive ». Répondant à la description faite de López par le gouvernement, Gluck a dit : « accuser Leo d’être de droite c’est comme traiter Maya Angelou de raciste. C'est bizarre. C'est l’application orwellienne ultime dans le double discours ». Rob Gluck est à la tête de Friends of Free Venezuela, un groupe de pression à l'origine d'une campagne médiatique influente aux États-Unis pour soutenir l'opposition au régime chaviste.
En 1989, dans le journal étudiant de la Hun School, The Mall, López a déclaré : « être loin de chez moi a réveillé un sentiment de responsabilité envers le peuple de mon pays. J'appartiens au petit pourcentage des privilégiés, et réussir mes études me permettra de faire quelque chose pour aider mon pays. » Un camarade d'études l'a décrit comme étant « très bon pour motiver les gens » en l’équipe de natation ou d’aviron et a ajouté : « je suis sûr que ces qualités l'aideront à sortir le Venezuela du Tiers-Monde un jour. » L'article a noté que López, après avoir terminé ses études à Kenyon, espérait atteindre un troisième cycle et retourner ensuite dans son pays « où il espère entrer en politique pour améliorer le Venezuela ».

## Carrière professionnelle et académique
López a travaillé comme consultant économique du vice-président de la planification de la PetróLeos Venezuela S.A. (PDVSA) entre 1996 et 1999 et a travaillé en tant que professeur d'économie institutionnelle dans le département d'économie de la « Universidad Católica Andrés Bello ».

## Carrière politique
« J’ai choisi entre un travail stable et la politique », déclara López à un journaliste en 2007. « Et j'ai choisi la politique. C'était une idée irrationnelle guidée par la foi ».
López a cofondé le parti politique Primero Justicia en 1992,. 
López fut élu maire de Chacao, la plus riche ville d’Amérique du Sud, en 2000 avec 51 % des voix et réélu en 2004 avec 81 %. Le Los Angeles Times l'a décrit en 2006 comme « énormément populaire dans son district ». Les électeurs l'ont loué « pour sa réorganisation du système de santé publique et la construction de nouveaux espaces publics ». Pendant son mandat, il a initié TransChacao, un système de transport public auquel on attribue l’importante amélioration du transport dans Chacao,[source insuffisante]. Pendant son mandat eut lieu également l'ouverture de l’école de Juan de Dios Guanche, considérée comme « l'école publique la plus moderne construite dans le pays depuis les 20 dernières années », et le Centro Deportivo Eugenio Mendoza un centre sportif. Durant la période López, plusieurs projets de construction majeurs ont été initiés, y compris le Palos Grandes plaza, le nouveau siège du Mercado Libre, un nouveau siège social pour l'Unité d'Enseignement d'Andrés Bello. Le nouveau marché de Chacao a été décrit comme le plus moderne en Amérique latine[source insuffisante].
Il dénonce en 2005 l'ordre donné par le parti Acción Democrática aux autres forces de l'opposition de boycotter les élections législatives, alors que son parti, Primero Justicia, était selon les sondages le mieux placé parmi les partis de droite.
López a atteint la troisième place du World Mayor Project en 2008. La fondation City Mayors, qui promeut la bonne gouvernance urbaine, a écrit : « ce serait facile de le caricaturer comme le descendant de l'élite riche du pays, empêchant la croisade de justice sociale de Chávez. Mais l’histoire de López dans l’activisme a montré un engagement dans la promotion de l'égalité juridique et ses électeurs parlent passionnément d'un maire qui a fourni des services publics et qui a financé de nouvelles infrastructures ». Pendant son mandat de maire, López a aussi gagné le premier prix de la Transparency International en 2007 ainsi qu’en 2008 pour avoir dirigé la municipalité la plus honnête et la plus efficace du pays.
Les efforts réformistes de López et son activisme anti-chavisme ont mené à plusieurs enlèvements et tentatives d'assassinat[réf. nécessaire]. En 2006, « des voyous armés pro-gouvernementaux l’ont retenu en otage pendant six heures »,.« Mon meilleur ami est mort dans mes bras pendant une des tentatives d'assassinat », déclara-t-il à un journaliste en 2007[réf. nécessaire]. « Le gouvernement m'a dit en clair, oppose-toi à nous et il y aura des conséquences.Un gouvernement autoritaire vous attaque de trois façons : légalement, en utilisant des procédés sans justice ; physiquement, utilisant les meurtres et les enlèvements ; et moralement, en contrôlant la télévision, les journaux et les stations radio. Ils ont utilisé les trois pour essayer de stopper mes efforts… Mais la politique c’est l'espoir, et pas obtenir un poste d’élu ». Il a déclaré que : « 40 % des hommes de Chacao âgés de 14 et 30 ans meurent généralement en se battant dans la rue. Dix-sept mille personnes sont assassinées par an… Nous devons développer des programmes pour ces hommes, offrant le sport et la culture pour éliminer la violence »[réf. nécessaire].
« Avec l'apparition du gouverneur de l’État de Zulia, Manuel Rosales, comme le concurrent principal de Hugo Chávez dans l'élection présidentielle de 2006 », selon une source, « López et plusieurs autres personnes de « Justice First » ont porté leur allégeance au Parti social démocratique de Rosales, « une nouvelle ère » (Un Nuevo Tiempo) ».
Il quitte Primero justicia en 2007 sur fond de querelles avec d'autres dirigeants du parti, et rejoint Nuevo tiempo, dont il est exclu en 2009.

### Manifestations de 2002
López a mené des manifestations contre Hugo Chávez durant les jours précédant la tentative de coup d'État au Venezuela en 2002, pendant lesquelles il prévient qu'un refus du gouvernement et du parlement de démissionner ne pourrait conduire qu'à un coup d’État. Certains considèrent que ces protestations sont légitimes et d'autres les voient comme « une insurrection destinée à destituer un président démocratiquement élu ». Pendant le coup d'État, il a participé, avec Capriles et sa police municipale, à l'arrestation par les citoyens du ministre de l'Intérieur de Chávez, Ramón Rodríguez Chacín. Quelques mois après le coup d'État, López a autorisé l’utilisation de la Plaza Francia de son district comme base lors de la grève générale vénézuélienne de 2002-03. Il a depuis, pris ses distances vis-à-vis des organisateurs du coup dont certains comptaient parmi ses proches collaborateurs politiques.
Son père, avec 400 autres dirigeants de l'opposition et du patronat, signe un décret en faveur de la prise de pouvoir de Pedro Carmona.
Selon le Los Angeles Times, López « a joué un rôle essentiel dans l'arrestation par les citoyens du ministre de l'Intérieur de Chavez, Ramón Rodríguez Chacín » lors du coup d’État.

### Chef de l'opposition: cible de violence
Le département d'État des États-Unis a mentionné les actions prises contre López par le gouvernement vénézuélien dans son rapport annuel des droits de l’Homme sur le pays de 2005. En novembre 2005, López a été exclu de toutes activités politiques futures après l’expiration de son mandat en tant que maire en 2008, pour des allégations de détournement de fonds. Selon le département d'État, les charges faisaient partie d'« une stratégie du gouvernement de Chávez pour éliminer l'opposition politique ». López a déclaré que « son seul délit est qu'il constitue une menace électorale en créant une alternative social-démocrate à la révolution bolivarienne socialiste et anti-américaine ».
Selon le Los Angeles Times, les critiques sur Chávez disent que tous les dissidents gouvernementaux sont visés, mais « López semble être l'objet d'une campagne complète ». Sa tante fut aussi une victime de la violence au Venezuela en étant la cible d’un tireur pendant un rassemblement pacifique.
En tant que leader de l'opposition, López dit qu'il a subi plusieurs attaques violentes : le Los Angeles Times a écrit qu'on lui avait tiré dessus et qu’il avait été retenu en otage en février 2006 par des voyous armés dans une université où il donnait une conférence et que son garde du corps a été abattu dans le siège du passager de la voiture où López s’assoit normalement. Le Times ajoute que « par le meurtre de son garde du corps, on a voulu lui envoyer un message ». Selon Jackson Diehl, journaliste au Washington Post, en juin 2008, au retour de López d'une visite à Washington, il a été retenu et agressé par les services secrets d'État. Un membre de la Garde nationale vénézuélienne a accusé López d’être responsable de l'agression et a présenté une vidéo comme preuve.

### Condamnation pour corruption
En avril 2008, sur décision annoncée par le contrôleur général de la nation, puis confirmée par une décision de la Cour, López et plusieurs centaines d'autres Vénézuéliens se sont vus interdire la participation aux élections de novembre 2008, sur des accusations de corruption ; 80 % d'entre eux appartenaient à l'opposition. En tant que politicien le plus connu, López a contesté la sanction, soutenant que le droit de se présenter aux élections ne pourrait être annulé qu’à la suite d'un procès civil ou criminel. Il a déclaré que le gouvernement a banni les candidats de l’opposition avant les élections de novembre 2008 parce qu'il savait qu'ils pourraient gagner.
« Une Cour a jugé que je ne pourrai pas tenir de fonctions politiques jusqu'en 2014, » a-t-il-dit, « pour s’assurer que je ne puisse pas participer à ces élections, celles de l'Assemblée nationale en 2010, ou celles de la présidence en 2012 » accusa-t-il, « la façade de la démocratie est en train de s'écrouler »,.
En juin 2008, López a présenté son cas devant la Commission interaméricaine des droits de l'Homme (CIDH) à Washington et a rencontré alors le candidat au poste présidentiel, Barack Obama. « Nous sommes entravés, » a-t-il dit à Washington, « parce que nous pouvons gagner. Nous avons les votes et le gouvernement le sait. S'il nous laisse dans la course, le mythe selon lequel Chávez est le représentant unique des pauvres du Venezuela sera détruit. Donc ils essayent de me sortir de force ». En juillet, la Commission a accepté d’entendre son cas et a noté que les deux ans qui s'étaient écoulés depuis que López avait fait un appel demandant à la Cour d’annuler l'interdiction, constituait « un retard excessif ».
Un sondage d'avril 2008 a constaté que 52 % des adultes au Venezuela sont opposés à l'interdiction et 51 % ont pensé que c’était pour des motifs politiques. Le Département d’état des États-Unis a déclaré que la tentative de régner par voie de décret était « inquiétante » ; Chávez a répondu que de telles préoccupations étaient « exagérées ».
Bien que López et d'autres adversaires qui avaient été accusés de corruption n'aient jamais été condamnés ou jugés, la Chambre constitutionnelle du Tribunal suprême a décidé en août 2008 que la sanction contre López et les autres était constitutionnelle. Selon le Wall Street Journal, six des sept juges du Tribunal suprême « sont des partisans du président ». La BBC News a qualifié de « liste noire » les noms des individus interdits de fonctions, notant qu’ « il y a peu de choses que M. López et les autres peuvent maintenant faire pour pouvoir participer aux élections de novembre ». L’Economist a observé que López est « clairement la cible principale » de la « décision du contrôleur général, en interdisant des centaines de candidats d'être présents dans les élections d'État et municipales pour cause de corruption, bien qu'aucun n'ait été reconnu coupable par les tribunaux ». Le Wall Street Journal a noté que l'interdiction « a suscité des comparaisons aux agissements du gouvernement iranien interdisant des politiciens de l’opposition de participer aux élections dans leur pays » et a visé López en tant que « politicien d'opposition populaire que les sondages désignent comme le futur maire de Caracas, un des postes les plus importants dans le pays ».
Le jour suivant, López et d'autres ont protesté contre la décision par une manifestation, jusqu'à ce qu'ils soient bloqués devant un bâtiment gouvernemental. López a mené les protestataires dans une marche non autorisée depuis Caracas ; la police anti-émeute a lancé des bombes lacrymogènes sur la foule représentant environ 1,000 manifestants.
López a déposé une plainte auprès de la Commission des droits de l'Homme du Parlement Mercosur international, où l'Argentine, le Brésil, le Paraguay et l'Uruguay sont représentés et dans lequel le Venezuela a le statut d'observateur. Deux membres de la commission se sont rendus à Caracas pour enquêter, mais ne sont arrivés à aucune conclusion, les fonctionnaires vénézuéliens ayant refusé de les rencontrer. José Miguel Vivanco de Human Rights Watch « a décrit la discrimination politique comme une définition caractéristique de la présidence de Mr. Chávez », visant López et « la mesure qui disqualifie des candidats pour toutes candidatures à la fonction publique à cause de revendications légales contre eux ».
L'administration de Chávez, en accusant López de corruption, a cité le fait qu'en 1998, alors que López travaillait pour la PetróLeos de Venezuela S.A. (PDVSA) et que sa mère était la directrice des affaires publiques de l'entreprise, il a attribué une subvention à l'association civile « Primero Justicia », qui est une organisation dont López a été un membre (le parti politique « Movimiento Primero Justicia » est une ramification de l'association apparue en 2000). Parce que PDVSA interdit les donations aux salariés ou aux parents des salariés, la mère et le fils ont été sanctionnés par une interdiction à toutes candidatures à la fonction publique. Diehl a écrit que « les charges contre López, jamais présentées devant un tribunal, sont complètement bidon ».
L’Associated Press a rapporté que l'utilisation des charges pour disqualifier López « est dénoncée par les critiques comme une tactique utilisée par Chavez pour mettre les ambitions politiques de ses adversaires en attente indéfinie ». L'Organisation des États Américains a cité le cas de López comme un « des facteurs qui contribuent à l'affaiblissement de la primauté du droit et de la démocratie au Venezuela López s’est opposé à ces revendications en déclarant qu'aucun des condamnés n'avait été accusé, jugé et reconnu coupable par voie légale, en violation directe des traités signés par le gouvernement vénézuélien et de la constitution vénézuélienne.
Le gouvernement du Venezuela maintient que les sanctions étaient légales,,,. La Cour interaméricaine de droits de l'Homme a publié le 16 septembre 2011 une décision unanime, jugeant que l'on devrait permettre à López « de présenter sa candidature », en dépit de l'interdiction précédente imposée par l'administration Chavez. La Fondation Carter a comparé la décision de la Cour suprême du Venezuela de ne pas tenir compte de l’avis de la Cour interaméricaine des droits de l'Homme, aux tribunaux militaires d'Alberto Fujimori : « nous notons avec préoccupation qu'à notre connaissance, à l'exception des décisions de justices militaires pendant le régime Fujimori, c’est le seul pays de l'hémisphère où les décisions de la Cour interaméricaine de droits de l'Homme ont été rejetées par la Cour suprême, les déclarant expressément non-exécutoires et inapplicables ».
Le gouvernement du Venezuela a refusé de respecter la décision de la Cour et López est resté banni de toutes fonctions publiques.

### Voluntad Popular
Le 5 décembre 2009, lors du Forum de Valencia à Carabobo, López a lancé le parti Voluntad Popular (« volonté populaire »). Annonçant sa création, l’Associated Press a déclaré que : « le simple fait que les efforts de López résonnent auprès des Vénézuéliens ordinaires démontre que l’esprit démocratique brûle toujours dans cette nation de 28 millions de personnes ». López a dit du mouvement : « ce que nous voulons c’est construire une nouvelle majorité en partant d’en bas – et pas seulement au travers de négociations et d’accords en les élites. C’est un chemin plus long, mais pour nous, c’est le seul qui nous donne une chance de gagner ». L’Associated Press qualifia López « d’homme qui défie la mainmise du président Hugo Chavez sur le pouvoir ». Lors d’une séance de questions-réponses sur internet, López a décrit Volonté populaire comme « un mouvement démocratique, pluraliste, social et politique » qui se dresse pour « les droits de tous les Vénézuéliens ».
Dans un article de 2010 pour le Huffington Post, López a décrit les élections de cette période, où 52 % des électeurs ont voté pour des « candidats alternatifs » et 48 % pour le parti de Chavez (PSUV), comme marquant « le premier pas vers la construction d’un futur démocratique, ouvert et plein d’espoirs ». Cependant il a noté que malgré les 48 % du PSUV, ce dernier détenait 60 % des sièges au parlement – le reflet, dit-il, des « dégâts faits à notre système démocratique par le gouvernement en place ». Il affirma que le Venezuela était « maintenant à un point d’inflexion, vacillant entre deux possibilités : un autoritarisme à la cubaine accompagné d’une détérioration économique et sociale, ou un nouveau chemin vers une vitalité démocratique et économique ». Citant les infrastructures détériorées du pays, il a écrit que : « lorsqu’une puissance pétrolière qui dépense des dizaines de milliards à l’étranger ne parvient pas à s’occuper de ses infrastructures, les gens tirent leurs propres conclusions ».
Selon l'universitaire américaine Julia Buxton, la mouvance représentée par Leopoldo López « s’illustre par le flou qu’elle entretient autour de ses convictions idéologiques, ainsi que par son comportement clanique. [...] Au sein de l’opposition, ce parti incarne l’aile la plus radicale, la plus proche de Washington, la plus dépourvue de base sociale et la moins ouverte au compromis. »

### Manifestations de 2014
The Economist a noté en février 2014 que, tandis qu’Henrique Capriles était à la tête de l'aile modérée de l’Unité démocratique (MUD), l'alliance des partis d'opposition vénézuéliens, López menait « l'aile la plus conflictuelle ». Alors que les deux ailes prêchaient la non-violence, López, contrairement à Capriles, « croit que les manifestations peuvent conduire à changer le gouvernement ». Les échecs électoraux d'une opposition conduite par Enrique Capriles ont plongé ce dernier dans l'ombre de López à partir de la fin 2013, à la suite de disputes d’une telle violence que, selon le magazine Foreign Policy, elles ont suscité dans les médias « la même excitation que les séries télévisées nationales à l’eau de rose ».
Le 13 février de cette même année, des procureurs vénézuéliens ont délivré un mandat d'arrêt contre López pour des charges d’incitation à la délinquance, de menace publique, d’incendie criminel d'un bâtiment public, de dégâts à la propriété publique, de blessure grave, d’« incitation à l’émeute », d’homicide et de terrorisme,. Le jour suivant le dépôt du mandat, López s’est adressé à Maduro via Twitter, en disant « n'avez-vous pas le cran pour m'arrêter ? Ou attendez-vous des ordres de La Havane ? Je vous le dis, la vérité est de notre côté ».
Dans une émission du soir diffusée à la télévision nationale le 16 février, selon Reuters, « Maduro a dit à López de se rendre sans faire de bruit, et a dit qu’il avait rejeté la pression de Washington pour laisser tomber les charges contre lui ». Maduro « a dit qu’il avait ordonné à trois fonctionnaires consulaires américains de quitter le pays pour avoir conspiré contre son gouvernement », et a déclaré : « le Venezuela ne reçoit d’ordres de personne ».
Le 18 février, López s’est rendu à la Garde nationale acclamé par des milliers de partisans, qui, comme lui, s’étaient habillés en blanc en symbole de non-violence. Il a tenu un court discours dans lequel il exprimait son espoir que son arrestation ouvrirait les yeux du Venezuela sur la corruption et le désastre économique causé par le gouvernement socialiste. La seule alternative à mon arrestation, déclara-t-il, debout sur la statue de Jose Marti, était de « quitter le pays et je ne quitterai jamais le Venezuela ! » Des Heures après l'arrestation, Maduro s’adressa à une foule en liesse habillés de rouge, déclarant qu'il ne tolérerait pas « la guerre psychologique » menée par ses adversaires et que López devait être tenu responsable pour ses « actes perfides ». La femme de López déclara sur CNN cette nuit-là « que López était de bonne humeur derrière les barreaux » et a ajouté : « la dernière chose qu'il m'a dit était de ne pas oublier pourquoi tout cela se passe, ni pourquoi il va en prison. Il demande la libération des prisonniers politiques et des étudiants, et la fin de la répression et de la violence »,,.
Le 20 février, le Juge superviseur Ralenis Tovar Guillén, a publié un ordre de détention provisoire contre López en réponse aux charges officielles « d'incendie criminel d'un bâtiment public », « d’endommagement de la propriété publique », « d’incitation au crime », et « d’association pour crime organisé », a relevé Franklin Nieves. La lecture de l’acte d’accusation au cours duquel López a été formellement accusé et ensuite incarcéré en attendant le procès, a eu lieu à l'intérieur d'un bus militaire garé à l'extérieur de la prison, un processus décrit par Gutierrez comme « très peu orthodoxe ». CNN a rapporté que López, si reconnu coupable, « pourrait risquer jusqu’à 10 ans de prison ».

### Arrestations et périodes de détention
López s’est vu refuser son droit de caution et a été retenu dans une prison militaire à l'extérieur de Caracas,. Lors d’une visite de sa femme, López lui a donné une note écrite de sa main qui s’est très rapidement propagée sur les réseaux sociaux. « Je vais bien », écrit-il à ses partisans, à qui il a recommandé vivement « de ne pas céder » et « de rester ferme contre la violence et rester organisé et discipliné. Cette lutte est celle de tous ». Tandis qu'il était en prison, sa famille lui rendait visite chaque semaine et ils étaient autorisés à rester seulement quelques heures pour livrer les repas. Ils ont dû subir des fouilles strictes par les gardes. López a laissé pousser sa barbe et a commencé à apprendre à jouer le cuatro. López, fervent catholique, n’était pas autorisé à assister à la messe où à recevoir la visite d’un prêtre, mais on lui a permis d'avoir une heure d'exercice à l'extérieur chaque jour.
« Les charges portées contre le leader de l’opposition vénézuélienne Leopoldo López », a maintenu Amnesty International le 19 février dans une déclaration, « frappent comme une tentative aux motifs politiques pour faire taire la dissidence dans le pays ». Guadalupe Marengo, directeur adjoint du programme Amnesty International aux Amériques, a interpellé les autorités vénézuéliennes, pour qu’ « elles présentent une preuve concrète pour justifier des charges contre López ou qu’elles le libèrent immédiatement et sans condition. Actuellement, Amnesty International n'a pas vu de preuve justifiant de ces charges. Ceci est un affront à la justice et au droit de rassemblement ».
Human Rights Watch a déclaré : « le gouvernement vénézuélien a ouvertement embrassé la tactique classique d'un régime autoritaire, emprisonnant ses adversaires, muselant les médias et intimidant la société ». HRW a aussi accusé le gouvernement Maduro de rendre les leaders de l’opposition, y compris López, coupables de violence.
La Human Rights Foundation basée à New York, et dirigée par le cousin de López, Thor Halvorssen, a déclaré López prisonnier d’opinion le 20 février et a rejoint ainsi beaucoup d'autres organisations internationales dans l’appel pour sa libération immédiate. « Avec l’emprisonnement de López et les tactiques de répression brutales utilisées par la police, les forces armées, et les groupes paramilitaires contre ses partisans, le Venezuela a perdu le peu d’apparence démocratique qu’il pouvait avoir », a déclaré Garry Kasparov, président du HRF. « Maduro doit comprendre qu'il ne peut pas simplement effacer toute opposition à l'Assemblée nationale avec un trait de plume et ne pas s’attendre à des plaintes. Et une fois qu'ils se plaignent, il ne peut pas simplement les traiter de fascistes et les abattre. Soit Maduro libère López et appelle à un dialogue honnête avec toute l'opposition, soit il démissionne pour le bien de tous les Vénézuéliens : tant ceux qui soutiennent le chavisme que ceux qui ne le font pas. Le Venezuela n'a pas besoin d'un bourreau désirant tuer la moitié du pays. Le Venezuela a besoin d'un président ».
Leopoldo López a été libéré après trois ans de détention, le 8 juillet 2017, mais maintenu en résidence surveillée. Pour Luisa Ortega, procureur général, une chaviste historique mais aujourd'hui opposée au président Maduro, il s'agit pour ce dernier de « blanchir son image. Mais on ne peut utiliser une personne privée de liberté comme si c’était un otage et en faire un objet de négociation ».
À la suite des troubles provoquées par les élections à l'Assemblée constituantes, il est de nouveau arrêté dans la nuit du 31 juillet au 1er août 2017 en même temps que le maire de Caracas, Antonio Ledezma avant d'être une nouvelle fois assigné à résidence à son domicile le 6 août.
Réfugié pendant dix-huit mois au sein de l'ambassade d’Espagne à Caracas, il quitte clandestinement le Venezuela pour l’Espagne en octobre 2020.
Il est présent au Pérou en mai 2021 afin de soutenir la candidate d’extrême droite Keiko Fujimori à l'élection présidentielle.

## Plateforme politique
L’Associated Press qualifia López « d’homme qui défie la mainmise du président Hugo Chávez sur le pouvoir ». Le 5 décembre 2009, lors du Forum de Valencia à Carabobo, López a lancé Volonté populaire. Annonçant sa création, l’Associated Press a déclaré que : « le simple fait que les efforts de López résonnent auprès des Vénézuéliens ordinaires démontre que l’esprit démocratique brûle toujours dans cette nation de 28 millions de personnes ». López a dit du mouvement : « ce que nous voulons c’est construire une nouvelle majorité en partant d’en bas – et pas seulement au travers de négociations et d’accords entre les élites. C’est un chemin plus long, mais pour nous, c’est le seul qui nous donne une chance de gagner » .

### Éducation
López a déclaré plusieurs fois : « nous ne parlons pas ici de l'infrastructure, de la qualité de la formation, du personnel scolaire ; nous, Vénézuéliens voulons envoyer nos enfants dans des écoles de qualité, où ils peuvent non seulement apprendre l'espagnol ou les maths, mais acquérir aussi des valeurs et être formés complétement ».
Il a appelé à la création de groupes locaux, semblables au PTA, ou d'un réseau populaire dans chaque école pour assurer la qualité des écoles et de l'enseignement reçu par les enfants et les jeunes. « Un réseau populaire dans chaque école ».

### Développement communautaire
López a déclaré : « [...] une partie de la solution est d’avoir une organisation communautaire, ainsi nous pouvons réparer la situation du Venezuela seulement en promouvant la culture, le sport et l'emploi ».

### Éditorial duNew York Times
Le 26 mars 2014, le New York Times a publié un éditorial de López sous le titre « la défaite de l'État vénézuélien ». Écrit, comme il l’a expliqué, « depuis la prison militaire de Ramo Verde à l'extérieur de Caracas », López a déploré que pendant les quinze ans passés, « la définition de l’intolérable dans ce pays est descendue à un tel degré, qu’à notre inquiétude, nous nous sommes trouvés avec le taux de meurtre le plus élevé de l'hémisphère occidental, un taux d'inflation de 57 % et une pénurie des produits de base sans précédent en période de paix ». Cet anéantissement économique, a-t-il ajouté, « est associé à un climat politique également oppressant. Depuis que les protestations des étudiants ont commencé le 4 février, plus de 1 500 manifestants sont détenus, plus de 30 ont été tués et plus de 50 personnes ont rapporté qu'elles ont été torturées pendant la garde à vue », exposant ainsi « à quel point ce gouvernement criminalise l’opposition ».
Parlant de son incarcération, López a raconté que le 12 février, il avait « recommandé vivement aux Vénézuéliens d'exercer leurs droits légaux de protestation et de s’exprimer librement - mais de le faire pacifiquement et sans violence. Trois personnes ont été tuées ce jour-là. Une analyse vidéo de l'agence de presse Últimas Noticias a relevé que les tirs venaient des troupes militaires en civil ». Juste après la protestation, « le président Nicolás Maduro a personnellement ordonné mon arrestation pour des accusations de meurtre, d'incendie criminel et de terrorisme. À ce jour, aucune preuve n'a été présentée ».
López a expliqué qu'il n'était pas seul à être emprisonné pour des raisons politiques. La semaine précédente, le gouvernement avait arrêté les maires de San Cristóbal et de San Diego. Tandis que quelques observateurs « croient que le discours contrarie seulement le parti dirigeant - poussant M. Maduro à réduire encore plus rapidement le droit des gens - et procurant une diversion pratique à la ruine économique et sociale qui a lieu », López a soutenu que « ce chemin est apparenté à une victime d'abus restant silencieux, de crainte de plus de punition ». De plus, « des millions de Vénézuéliens ne peuvent pas se payer le luxe d’attendre des changements qui ne viennent jamais ». Donc, c'est important « de parler, d’agir et de protester », et de ne pas « être endormi face à l'abus de droit qui a lieu ». López a demandé la justice pour les victimes de Maduro, le désarmement des groupes paramilitaires, ainsi qu’ « une enquête sur les fraudes commises par la commission d'échange de devises », et pour « un engagement réel de la communauté internationale, particulièrement en Amérique latine ». Alors que les organisations internationales des droits de l’Homme ont condamné sans hésitations les agissements de Maduro, il a accusé beaucoup des États voisins du Venezuela d’avoir répondu à ses actions par « un silence honteux », comme l’a fait l'Organisation des États américains, qui représente les nations dans l'hémisphère occidental.

## Récompenses
- Doctorat honorifique de droit, université de Kenyon
- Troisième place du « World Mayor Project » en 2008
- « Premio Transparencia » en 2008, pour la gestion la plus transparente des maires du Venezuela, accordé par la branche vénézuélienne de Transparency International[31]

## Vie personnelle
En mai 2007 López s’est marié avec Lilian Tintori, avec qui il a eu une fille, Manuela Rafaela, en 2009 et un fils, Leopoldo Santiago, en 2013. Tintori, championne de kitesurf et ancienne présentatrice d’un programme télé sur le sport extrême, est une figure médiatique populaire qui a travaillé activement pour des causes telles que les droits de l'homme, les services pour les sourds et aveugles, combattant la violence contre les femmes et luttant contre la conduite en état d'ivresse. « On raille parfois le couple pour leur apparence parfaite à la Barbie et Ken », a rapporté le Guardian en 2014, « mais leur séparation déchirante en public avant que López ne soit remis à la garde nationale » en février de cette année « a donné une image puissante sur les réseaux sociaux ». La photographie, selon NPR, « a cimenté sa place comme le visage de l'opposition au gouvernement de Nicolás Maduro », en indiquant que López avait pris la place de Capriles « comme responsable symbolique de l'opposition »,,.
López est connu pour avoir un tatouage du Venezuela sur sa cheville.